# Saison 1994-1995 du Montpellier Hérault Sport Club
Maillots
Chronologie
Saison précédente Saison suivante
La saison 1994-1995 du Montpellier HSC a vu le club évoluer en Division 1 pour la huitième saison consécutive. 
Les pailladins connaissent un début de saison catastrophique avec seulement une victoire sur quinze matchs, mais le changement d'entraineur au mois de novembre va permettre aux héraultais de se ressaisir et de terminer à une 17e place synonyme de maintien dans l'élite. 
Les montpelliérains font des parcours honorables en coupes en étant demi-finalistes de la Coupe de la Ligue et éliminé en huitième de finale de la Coupe de France. Ces deux compétitions permettent aux joueurs de sauver leur image d'équipe de haut niveau, mis mal en point par les résultats du championnat.

## Déroulement de la saison

### Inter-saison
Après une très bonne saison il n'y a aucun départ notable lors de l'été 1994, mis à part celui d'Aljosa Asanovic qui décide de retourner en Croatie et de Jean-Manuel Thétis, prêté à l'Olympique de Marseille. 
Du côté des arrivées, pas de grand chamboulement non plus, le toulousain Michel Pavon vient remplacer le stratège croate, tandis que Philippe Flucklinger est de retour au club après un passage au FC Metz, pour remplacer Jérôme Sykora comme doublure de Claude Barrabé, dont Gérard Gili ne veut plus entendre parler.

### Championnat
Alors que cette saison est attendue comme celle de la confirmation, les pailladins démarrent au plus mal avec quatre défaites lors des quatre premiers matches. La série ne s'arrêtant pas là et avec une seule victoire après quinze matches et le meneur de jeu blessé pour plusieurs mois, Gérard Gili est remercié et Michel Mézy rapatrié du Nîmes Olympique revient pour faire une nouvelle fois figure de sauveur.
Les premières décisions du nouvel entraineur sont dures. Claude Barrabé est remplacé dans les buts par Philippe Flucklinger et effectivement l'électrochoc a lieu. De bon dernier avant l'arrivée du gardois le club s'arrache pour finir finalement à une peu glorieuse 17e place. Ce sauvetage est en partie dû au lancement dans le grand bain de nombreux jeunes comme Laurent Robert, Hervé Alicarte, Gérald Martin, Vincent Petit, ou encore Wilfried Bertrand.

### Coupes nationales
Lors de cette nouvelle saison, la Coupe d'été devient la Coupe de la Ligue avec pour la première fois un enjeu européen puisque le vainqueur est qualifié pour la Coupe UEFA. Après avoir éliminé le Red Star, le Perpignan Canet FC et l'AS Monaco, les héraultais chutent en demi-finale à Furiani (3-1) contre des bastiais à peine supérieurs.
En Coupe de France, le parcours est moyen avec une élimination en huitièmes de finale face au FC Metz (2-1) après avoir éliminé l'AS Saint-Etienne et le CM Aubervilliers à la Mosson.

## Joueurs et staff

### Transferts
| Été 1994             |             |                                |                        |            |
| Nom                  | Nationalité | Transfert                      | Provenance/Destination | Division   |
| Arrivées             |             |                                |                        |            |
| Philippe Flucklinger | France      | Transfert                      | FC Metz                | Division 1 |
| Hervé Alicarte       | France      | Premier contrat pro            |                        |            |
| Wilfried Bertrand    | France      | Premier contrat pro            |                        |            |
| Gérald Martin        | France      | Premier contrat pro            |                        |            |
| Laurent Robert       | France      | Premier contrat pro            |                        |            |
| Michel Pavon         | France      | Transfert                      | Toulouse FC            | Division 2 |
| Vincent Petit        | France      | Premier contrat pro            |                        |            |
| Retours de prêt      |             |                                |                        |            |
| Jérôme Palatsi       | France      | Expiration de la durée de prêt | FC Rouen               | Division 2 |
| Laurent Castro       | France      | Expiration de la durée de prêt | SC Bastia              | Division 2 |
| Départs              |             |                                |                        |            |
| Laurent Castro       | France      | Transfert                      | GFCO Ajaccio           | National 1 |
| Jérôme Palatsi       | France      | Transfert                      | Pau FC                 | National 1 |
| Aljosa Asanovic      | Croatie     | Transfert                      | Hajduk Split           | Prva HNL   |
| Jérôme Sykora        | France      | Transfert                      | FC Gueugnon            | Division 2 |
| Joël Fréchet         | France      | Transfert                      | ASOA Valence           | Division 2 |
| Stéphane Blondeau    | France      | Transfert                      | Red Star               | Division 2 |
| Prêts                |             |                                |                        |            |
| Jean-Manuel Thétis   | France      | Prêt                           | Olympique de Marseille | Division 2 |

| Changement d'entraineur (1 novembre 1994) |             |              |                        |            |
| Nom                                       | Nationalité | Transfert    | Provenance/Destination | Division   |
| Arrivées                                  |             |              |                        |            |
| Michel Mézy                               | France      | Transfert    | Nîmes Olympique        | Division 2 |
| Départs                                   |             |              |                        |            |
| Gérard Gili                               | France      | Licenciement |                        |            |

## Rencontres de la saison

### Division 1
| Tour       | Adversaire             | Lieu | Résultat | Buteurs du MHSC                                                                                                 |
| Journée 1  | FC Martigues           | Dom. | 0-1      | - |
| Journée 2  | Girondins de Bordeaux  | Dom. | 0-1      | - |
| Journée 3  | AS Saint-Etienne       | Ext. | 0-4      | - |
| Journée 4  | RC Lens                | Dom. | 1-2      | Christophe Sanchez                                                                                              |
| Journée 5  | Le Havre AC            | Ext. | 2-1      | Fabrice Divert · Michel Pavon                                                                                   |
| Journée 6  | FC Nantes              | Dom. | 2-2      | Franck Rizzetto · Fabrice Divert                                                                                |
| Journée 7  | FC Sochaux-Montbéliard | Ext. | 0-2      | - |
| Journée 8  | RC Strasbourg          | Dom. | 1-1      | Bruno Carotti                                                                                                   |
| Journée 9  | SC Bastia              | Ext. | 1-1      | Bruno Carotti                                                                                                   |
| Journée 10 | AS Monaco              | Dom. | 2-2      | Christophe Sanchez · Fabrice Divert                                                                             |
| Journée 11 | FC Metz                | Ext. | 0-0      | - |
| Journée 12 | Olympique lyonnais     | Dom. | 2-2      | Fabrice Divert · Fabien Lefèvre                                                                                 |
| Journée 13 | SM Caen                | Ext. | 0-1      | - |
| Journée 14 | AJ Auxerre             | Dom. | 1-1      | Fabrice Divert                                                                                                  |
| Journée 15 | Paris Saint-Germain    | Ext. | 1-3      | Bruno Carotti                                                                                                   |
| Journée 16 | Lille OSC              | Dom. | 1-0      | Fabrice Divert                                                                                                  |
| Journée 17 | AS Cannes              | Ext. | 0-3      | - |
| Journée 18 | OGC Nice               | Dom. | 0-0      | - |
| Journée 19 | Stade rennais          | Ext. | 2-2      | Hervé Alicarte · Franck Rizzetto                                                                                |
| Journée 20 | Girondins de Bordeaux  | Ext. | 0-2      | - |
| Journée 21 | AS Saint-Etienne       | Dom. | 3-2      | Michel Der Zakarian · Fabrice Divert · Fabien Lefèvre                                                           |
| Journée 22 | RC Lens                | Ext. | 1-1      | Fabrice Divert                                                                                                  |
| Journée 23 | Le Havre AC            | Dom. | 2-1      | Fabrice Divert                                                                                                  |
| Journée 24 | FC Nantes              | Ext. | 2-3      | Michel Der Zakarian · Franck Rizzetto                                                                           |
| Journée 25 | FC Sochaux-Montbéliard | Dom. | 1-0      | (c.s.c.) Jean-François Hernandez                                                                                |
| Journée 26 | RC Strasbourg          | Ext. | 0-0      | - |
| Journée 27 | SC Bastia              | Dom. | 0-0      | - |
| Journée 28 | AS Monaco              | Ext. | 0-2      | - |
| Journée 29 | FC Metz                | Dom. | 2-0      | Michel Pavon · Christophe Sanchez                                                                               |
| Journée 30 | Olympique lyonnais     | Ext. | 1-2      | Thierry Laurey                                                                                                  |
| Journée 31 | SM Caen                | Dom. | 3-2      | Christophe Sanchez · Michel Pavon · Bruno Carotti                                                               |
| Journée 32 | AJ Auxerre             | Ext. | 1-0      | Fabien Lefèvre                                                                                                  |
| Journée 33 | Paris Saint-Germain    | Dom. | 0-3      | - |
| Journée 34 | Lille OSC              | Ext. | 0-0      | - |
| Journée 35 | AS Cannes              | Dom. | 5-3      | Bruno Carotti · Franck Rizzetto · (c.s.c.) Michael Rebecq · Christophe Sanchez · (c.s.c.) Gilles Hampartzoumian |
| Journée 36 | OGC Nice               | Ext. | 0-0      | - |
| Journée 37 | Stade rennais          | Dom. | 0-1      | - |
| Journée 38 | FC Martigues           | Ext. | 1-2      | Fabrice Divert                                                                                                  |

### Coupe de France
| Tour            | Adversaire                    | Lieu | Résultat | Buteurs du MHSC                       |
| 1/32e de finale | AS Saint-Etienne (Division 1) | Dom. | 2-0      | Jérôme Bonnissel · Christophe Sanchez |
| 1/16e de finale | CM Aubervilliers (National 1) | Dom. | 1-0      | Laurent Djaffo                        |
| 1/8e de finale  | FC Metz (Division 1)          | Ext. | 1-2      | Bruno Carotti                         |

### Coupe de la Ligue
| Tour            | Adversaire                      | Lieu | Résultat                     | Buteurs du MHSC                     |
| 1/16e de finale | Red Star (Division 2)           | Ext. | 1-0                          | Bruno Carotti                       |
| 1/8e de finale  | Perpignan Canet FC (Division 2) | Dom. | 1-1 (a.p.) Tirs au but : 6-5 | Christophe Sanchez                  |
| 1/4 de finale   | AS Monaco (Division 1)          | Dom. | 2-0                          | Christophe Sanchez · Fabrice Divert |
| 1/2 finale      | SC Bastia (Division 1)          | Ext. | 1-3                          | Thierry Laurey                      |

## Statistiques

### Statistiques collectives
| Compétition       | Débute au tour  | Place ou tour final | Matches joués | Gagnés | Nuls | Perdus | Buts pour | Buts contre | Différence |
| Division 1        | -               | 17e                 | 38            | 9      | 14   | 15     | 38        | 53          | -15        |
| Coupe de France   | 1/32e de finale | 1/8e finale         | 3             | 2      | 0    | 1      | 4         | 2           | +2         |
| Coupe de la Ligue | 1/16e de finale | 1/2 finale          | 4             | 2      | 1    | 1      | 5         | 4           | +1         |
| Total             | -               | -                   | 45            | 13     | 15   | 17     | 47        | 59          | -12        |

### Statistiques individuelles
| Nat. | Nom          | Division 1 | Division 1  | Division 1 | Division 1   | Coupe de France | Coupe de France | Coupe de France | Coupe de France | Coupe de la Ligue | Coupe de la Ligue | Coupe de la Ligue | Coupe de la Ligue | Total | Total       | Total  | Total        |
| Nat. | Nom          | M.j.       | But inscrit | Averti     | Carton rouge | M.j.            | But inscrit     | Averti          | Carton rouge    | M.j.              | But inscrit       | Averti            | Carton rouge      | M.j.  | But inscrit | Averti | Carton rouge |
|      | Barrabé      | 19         | 0           | 1          | 0            | 0               | 0               | 0               | 0               | 3                 | 0                 | 1                 | 1                 | 22    | 0           | 2      | 1            |
|      | Flucklinger  | 19         | 0           | 1          | 0            | 3               | 0               | 0               | 0               | 2                 | 0                 | 0                 | 0                 | 24    | 0           | 1      | 0            |
|      | Reuzeau      | 33         | 0           | 8          | 0            | 0               | 0               | 0               | 0               | 4                 | 0                 | 1                 | 0                 | 37    | 0           | 9      | 0            |
|      | Alicarte     | 27         | 0           | 6          | 2            | 0               | 0               | 0               | 0               | 2                 | 0                 | 0                 | 0                 | 29    | 0           | 6      | 2            |
|      | Carotti      | 34         | 3           | 8          | 2            | 3               | 1               | 1               | 0               | 3                 | 1                 | 1                 | 0                 | 40    | 5           | 10     | 2            |
|      | Alicarte     | 8          | 1           | 1          | 0            | 0               | 0               | 0               | 0               | 3                 | 0                 | 2                 | 0                 | 11    | 1           | 3      | 0            |
|      | Bonnissel    | 37         | 1           | 5          | 0            | 3               | 0               | 0               | 0               | 1                 | 0                 | 0                 | 0                 | 41    | 1           | 5      | 0            |
|      | Der Zakarian | 33         | 3           | 4          | 0            | 3               | 0               | 0               | 0               | 4                 | 0                 | 0                 | 0                 | 40    | 3           | 4      | 0            |
|      | Blanc        | 12         | 0           | 5          | 1            | 3               | 0               | 1               | 1               | 3                 | 0                 | 0                 | 0                 | 18    | 0           | 6      | 2            |
|      | Bertrand     | 1          | 0           | 0          | 0            | 0               | 0               | 0               | 0               | 0                 | 0                 | 0                 | 0                 | 1     | 0           | 0      | 0            |
|      | Lefèvre      | 33         | 3           | 3          | 0            | 3               | 0               | 0               | 0               | 2                 | 0                 | 0                 | 0                 | 38    | 3           | 3      | 0            |
|      | Rizzetto     | 36         | 4           | 3          | 0            | 3               | 0               | 0               | 0               | 4                 | 0                 | 0                 | 0                 | 43    | 4           | 3      | 0            |
|      | Martin       | 6          | 0           | 0          | 1            | 0               | 0               | 0               | 0               | 0                 | 0                 | 0                 | 0                 | 6     | 0           | 0      | 1            |
|      | Rouvière     | 33         | 0           | 9          | 0            | 3               | 0               | 0               | 0               | 4                 | 0                 | 0                 | 0                 | 40    | 0           | 9      | 0            |
|      | Robert       | 7          | 0           | 1          | 0            | 3               | 0               | 0               | 0               | 0                 | 0                 | 0                 | 0                 | 10    | 0           | 1      | 0            |
|      | Pavon        | 19         | 3           | 2          | 0            | 0               | 0               | 0               | 0               | 1                 | 0                 | 0                 | 0                 | 20    | 3           | 2      | 0            |
|      | Delaye       | 2          | 0           | 0          | 0            | 0               | 0               | 0               | 0               | 0                 | 0                 | 0                 | 0                 | 2     | 0           | 0      | 0            |
|      | Perilleux    | 14         | 0           | 6          | 0            | 0               | 0               | 0               | 0               | 1                 | 0                 | 0                 | 0                 | 15    | 0           | 6      | 0            |
|      | Laurey       | 33         | 1           | 6          | 2            | 3               | 0               | 0               | 0               | 3                 | 1                 | 1                 | 0                 | 39    | 2           | 7      | 2            |
|      | Sanchez      | 35         | 6           | 2          | 0            | 3               | 1               | 0               | 0               | 4                 | 2                 | 0                 | 0                 | 42    | 9           | 2      | 0            |
|      | Divert       | 27         | 10          | 2          | 1            | 2               | 0               | 0               | 0               | 4                 | 1                 | 0                 | 0                 | 33    | 11          | 2      | 1            |
|      | Djaffo       | 8          | 0           | 1          | 0            | 3               | 1               | 0               | 0               | 0                 | 0                 | 0                 | 0                 | 11    | 1           | 1      | 0            |
|      | Petit        | 1          | 0           | 0          | 0            | 0               | 0               | 0               | 0               | 0                 | 0                 | 0                 | 0                 | 1     | 0           | 0      | 0            |

### Autres statistiques
| Meilleurs buteurs \| Joueur \| Total \| \| Fabrice Divert \| 11 \| \| Christophe Sanchez \| 9 \| \| Bruno Carotti \| 5 \| \| Franck Rizzetto \| 4 \| \| Fabien Lefèvre \| 3 \| \| Michel Der Zakarian \| 3 \| \| Michel Pavon \| 3 \| \| Thierry Laurey \| 2 \| \| Hervé Alicarte \| 1 \| \| Jérôme Bonnissel \| 1 \| \| Laurent Djaffo \| 1 \| | Equipe type de la saison Flucklinger Reuzeau Der Zakarian Alicarte Bonnissel Laurey Rouvière Rizzetto Divert ou Lefèvre Carotti Sanchez D'après les temps de jeu à leur poste. |  |
| Joueur | Total |  |
| Fabrice Divert | 11 |  |
| Christophe Sanchez | 9 |  |
| Bruno Carotti | 5 |  |
| Franck Rizzetto | 4 |  |
| Fabien Lefèvre | 3 |  |
| Michel Der Zakarian | 3 |  |
| Michel Pavon | 3 |  |
| Thierry Laurey | 2 |  |
| Hervé Alicarte | 1 |  |
| Jérôme Bonnissel | 1 |  |
| Laurent Djaffo | 1 |  |

Buts
- Premier but de la saison :   Christophe Sanchez contre le RC Lens lors de la 4e journée de championnat
- Premier doublé :    Fabrice Divert contre Le Havre AC lors de la 23e journée de championnat
- Plus grande marge : 4 buts (marge négative) 0-4 contre l'AS Saint-Etienne lors de la 3e journée de championnat
- Plus grand nombre de buts dans une rencontre : 8 buts 5-3 contre l'AS Cannes lors de la 35e journée de championnat